# Symbiotes duryi
Symbiotes duryi es una especie de coleóptero de la familia Endomychidae.

## Distribución geográfica
Habita en Indiana, Ohio, Míchigan, y Nueva York (Estados Unidos)